# دامنه یادگیری عمومی
دامنه یادگیری عمومی (انگلیسی: Domain-general learning) نظریه‌های روان‌شناسی تکوینی نشان می‌دهند که انسان‌ها با مکانیسم‌هایی در مغز متولد می‌شوند که برای حمایت و هدایت یادگیری در سطح گسترده‌ای، صرف‌نظر از نوع اطلاعاتی که آموخته می‌شوند، وجود دارند. تئوری‌های یادگیری دامنه عمومی همچنین تشخیص می‌دهند که اگرچه یادگیری انواع مختلف اطلاعات جدید ممکن است به روشی مشابه و در مناطق مشابه مغز پردازش شود، حوزه‌های مختلف نیز به‌طور وابسته به یکدیگر عمل می‌کنند. از آنجایی که این حوزه‌های تعمیم‌یافته با هم کار می‌کنند، مهارت‌های توسعه‌یافته از یک فعالیت آموخته‌شده ممکن است به مزایایی با مهارت‌هایی تبدیل شود که هنوز یادنگرفته‌اند. جنبه دیگر نظریه‌های یادگیری عمومی دامنه این است که دانش در حوزه‌ها تجمعی است و در طول زمان در زیر این حوزه‌ها ایجاد می‌شود تا به ساختار دانش بیشتر ما کمک کند.